# Корибутівська сотня
Корибутівська сотня — адміністративно-територіальна одиниця Прилуцького полку Гетьманської України в 1648—1672 і 1739—1782 pp.

## Історія
Сформувалася наприкінці 1648 у складі Прилуцького полку як крайня північно-східна адміністративно-військова одиниця. 1649 Зборівською угодою підтверджено входження сотні до Прилуцького полку як адміністративного та військового округу у кількості 100 козаків. Проте після Берестецької битви східні сотні Прилуцького та Ніжинського полку Гетьманщини, зокрема й Корибутівська сотня, фактично повністю емігрували на Донщину, до Московської держави. Початково вони оселилися в Острогозьку і заснували однойменну Карабутинську сотню (102 двори). Емігрантів очолив наказний полковник Чернігівського полку Іван Дзиковський — пізніше полковник Острогозького полку Слобідської України. 1671 нащадки козаків корибутівської сотні оселилися у новозбудованому місті Палатові.
1654 до спорожнілої Корибутівської сотні приєднали Голінську (Горлюнську) сотню Прилуцького полку, козаки з якої також емігрували на Слобідську Україну. 1672, в результаті адміністративної реформи гетьмана Іоанна Самойловича, Корибутівська сотня взагалі ліквідована, а козаків і територію включили до Красноколядинської сотні.
1739, внаслідок згубної для лівобережного гетьманату російсько-турецької війни 1735—1739, сотню знову відновили, а 1751 сотенний центр перенесли до села Голюнки, тому цю адмінодиницю іноді й називали Голінською (Голюнською). У 1782 сотня ліквідована через анексію Гетьманищини Російською імперією, а територія увійшла до Новгородського-Сіверського намісництва.

## Населені пункти
Сотенний центр — у 1648—1672 та 1739—1751 — містечко (з 1739 — село) Корибутів, нині — село Карабутове Конотопського району Сумської області; у 1751—1782 — село Голюнка, нині — село Голінка Ніжинського району Чернігівської області.
Базаліївка, слобідка; Великий Самбір, село; Воронівка, слобідка; Гайворон, село; Гирявка, село; Голюнка, село; Голубівський хутір; Григорівка (до середини ХVIII ст.); Данилівка, слобідка; Дептівка, село; Корибутів, село; Кошарська, слобідка; Курилівка, село; Малий Самбір, село; Пекарі, село; Петрівка, село; Пучківський хутір; Савинська, слобідка; Фесівка, село; хутори біля Дептівки, Пекарів, та Петрівки; Юр'ївка, слобідка.

## Старшина

### Сотники
Федоренко Лесько (1649). Семенов Степан (1653—1654). Павлович Гнат (1661). Драпіка [Драник] Яків (1672). Ясликовський Павло (1739). Левандовський Самійло Михайлович (1740—1750). Мусій (1740, н.). Дембовський Павло Іванович (1751—1759). Рудковський Василь (1760—1767). Соколовський Роман Іванович (1767). Жураховський Влас (1767—1777). Воротиляк Степан (1777—1782).

### Отамани
Гирман Данило (?-1740-?), Прокопенко Семен (?-1755-?), Васильович Федір, Чарнишов Лука (1773.9.06-1782).

### Писарі
Захарченко Іван (?-1740-?), Харченко Петро (?-1756-?), Чарнишов Лука (1768.3.06.-1773), Туруша Прокіп Павлович (1773.2.06.-1779-?), Носенко Леонтій (?-1781-?).

### Осавули
Яковенко Григорій (?-1740-?), Федоренко Григорій (?-1757-?), Чарнишов Лука (1760.07-1767), Федоренко Григорій (1767—1767.10.12.), Туруша Прокіп Павлович (1768—1773), Нечай Досифій (1774—1782).

### Хорунжі
Гирман Стас (?-1740-?), Гирман Дем'ян (?-1756-1757-?), Бобровський (?-1769.14.12.), Прокопенко Іван (1773—1775), Ковалевець Дем'ян (1775.15.03-1782).